# Centaurea treskana
Centaurea treskana — вид квіткових рослин родини айстрових (Asteraceae). Ареал: Північна Македонія.